# Rome (New York)
Rome è una città statunitense della Contea di Oneida, nello stato di New York.
La città si è sviluppata su un importante sito per il Portage per i Nativi americani in particolare Irochesi. Nel XVIII secolo e nel XIX secolo il sito divenne strategicamente importante anche per gli europei che utilizzavano i fiumi  Mohawk e Hudson partendo dalla costa Atlantica per raggiungere i Grandi Laghi. L'originario insediamento europeo si sviluppò attorno a dei forti costruiti negli anni cinquanta del '700 fino al definitivo Fort Stanwix costruito dagli inglesi nel 1763.
A seguito della rivoluzione americana la città iniziò a crescere soprattutto dopo la costruzione del Rome canal nel 1796 per collegare il torrente Wood Creek che nasce dal Lago Ontario al fiume Mohawk che a sua volta affluisce nell'Hudson creando così una via fluviale alternativa dal fiume Hudson al lago Ontario. Nello stesso anno nacque la cittadina di Rome nella contea di Oneida che era anche conosciuta come Linchville dal nome del proprietario del canale. Nel 1870, tramite legislatura dello stato di New York, passa da semplice cittadina a una vera e propria città. È chiamata dai suoi abitanti The city of American History cioè la città della storia americana.

## Geografia fisica
Rome è la seconda città più grande dello stato di New York e la 144° degli Stati Uniti. Secondo lo United States Census Bureau la città ha un’area di 196 km² di cui 194 km² di terra e 2 km² di acqua. La New York State Route 26, la New York State Route 46, la New York State Route 49 e la New York State Route 69 convergono tutte nel centro cittadino e la New York State Route 365 passa invece nella parte est.

### Clima
Rome ha un clima boreale con estati miti e brevi e inverni lunghi e molto freddi con frequenti nevicate dovute soprattutto alla vicinanza del Lago Ontario che provoca l'effetto lago-neve, facendo registrare ogni anno circa 3 millimetri di neve.

## Storia

### Oneida Carrying Place
Rome venne fondata lungo un antico sentiero nativo americano per il portage conosciuto come Oneida Carrying Place o Deo-Wain-Sta in lingua Mohawk sito tra il fiume Mohawk a est e il torrente Wood Creek a ovest. La nascita di un insediamento nacque dal fatto che era l'unico punto di terra nel commercio tra la costa atlantica e il lago Ontario dato che commercianti e viaggiatori dovevano lasciare il Mohawk per trasportare i loro carichi e imbarcazioni a piedi fino a Wood Creek ricollegandosi via acqua al lago.

### Insediamento europeo
Durante la Guerra franco-indiana, (ovvero il fronte nordamericano della Guerra dei sette anni), la zona fu sede di varie battaglie. Gli inglesi costruirono molti fortini per difendere il sito e per poter controllare il commercio delle pellicce a danno dei francesi, ma nel 1758 un esercito composto da soldati francesi, canadesi e nativi massacrò le forze inglesi nella Battaglia di Fort Bull. Dopo vari tentativi di fortificare la zona gli inglesi inviarono forze maggiori e fecero costruire un unico imponente forte nel 1763: Fort Stanwix, che però dopo la guerra venne abbandonato i suoi materiali utilizzati per le abitazioni. 
Dopo la sconfitta della Francia in guerra quest'ultima dovette cedere, con il Trattato di Parigi, tutti i territori a est del fiume Mississippi all'Inghilterra. Nel 1768 gli inglesi firmarono il Trattato di Fort Stanwix con gli Irochesi promettendo di trasformare i territori a ovest dei monti Appalachi in riserve e di impedirne la costruzione di insediamenti, questa fu però una delle tante false promesse fatte dagli europei ai nativi tanto da essere definito il peggiore trattato nella storia delle relazioni anglo-indiane.

### Rivoluzione americana
Allo scoppio della rivoluzione l'Esercito continentale si appropriò del sito ricostruendo il forte ormai distrutto. Esso sopravvisse a un assedio inglese nel 1777 durante la Campagna di Saratoga e prese così il nome di fort that never surrended ovvero forte che non si è mai arreso. Il forte sopravvisse a un altro assedio nel 1777 guidato guidato da truppe inglesi, lealiste, tedesche e canadesi guidate dall'ufficiale Barry St. Leger, ma che venne respinto dai patrioti alleati agli indiani Oneida sotto il comando del colonnello Peter Gansevoort.
I due assedi falliti le successive battaglie di Oriskany, Bennington e Saratoga perse, bloccò la repressione delle colonie da parte degli inglesi, inoltre osservando questi successi Francia e Paesi Bassi si schierarono con i ribelli confidenti che i ribelli avrebbero vinto. Dopo la repulsione degli inglesi ci furono sanguinosi scontri lungo la frontiera nordamericana tra inglesi e statunitensi che si scontravano anche i nativi erano schierati nelle rispettive fazioni facendosi in questo modo guerra fra di loro,  uccidendosi tra fratelli come per esempio gli Oneida e gli Irochesi.
Gli americani utilizzavano fort Stanwix come punto di partenza per le incursioni ai lealisti britannici e ai loro alleati nativi. La spedizione di Sullivan del 1779 partì da lì e aveva come obiettivo la distruzione dei villaggi Irochesi alleati degli inglesi. Il comandante George Washington aveva ordinato questa spedizione in risposta ai massacri di frontiera da parte di lealisti e nativi guidati dal capo Mohawk Joseph Brant e dal lealista John Butler. La spedizione distrusse circa 50 villaggi facendo morire di fame molti indiani e i sopravvissuti che cercarono rifugio in Canada ma una volta arrivati trovarono la morte ugualmente. Gli americani abbandonarono il forte nel 1781 e dopo la fine della rivoluzione la zona divenne sede di insediamenti di pionieri che utilizzarono i materiali del forte per costruire le loro case e il canale nel 1796.

### La crescita commerciale
La critica via commerciale tra l'est e l'ovest attraverso la frontiera venne decisamente migliorata dalla costruzione del Canale Erie nel 1817 la cui prima fase terminata nel 1825 collegava l'Hudson ai Grandi Laghi con il risultato di un notevole incremento dei traffici commerciali tra le comunità dei Grandi Laghi e New York con conseguenza la nascita di altra cittadina lungo il percorso. Dopo la costruzione del canale in particolare Rome si sviluppò in tal modo da diventare una città industriale, mentre il sito del forte si era ridotto a un cumulo di terra. Nel 1851 l'imprenditore Jesse Williams costruì il primo caseificio degli Stati Uniti a Rome e col tempo nella zona intorno Rome nacquero tante fattorie produttrici di latticini che vendevano i loro prodotti ai newyorkesi. Negli anni '30 prese il nome di Copper City per il fatto che lì nel 1929 nacque la Revere Copper Products inc. dalla fusione della Revere Copper Company e altre aziende metallurgiche.

### RADC
Nel 1951 venne fondato a Rome il Rome Air Development Center, nella base aerea Griffiss, che fu responsabile di molte migliorie delle forze aeree americane in particolare le radio comunicazioni. Nel 1991 venne rinominato Rome Laboratory e rimase attivo fino al 1993 quando la base venne chiusa. Nel 1997 divenne parte del Air Force Laboratory Research e venne rinominato Rome Research Site.

### Anni recenti
Nel 1973 il National Park Service, che si era occupato del sito di Fort Stanwix dal 1935, decise di farlo ricostruire, operazione che venne ultimata nel 1976. Nel 2005 il Msrinus Willet Center ne aprì i parchi e lo fece diventare un museo munito di una grande quantità di materiale storico. Nel 1999 si tenne il 3º festival di Woodstock. Nel 2005 la newyorkese Park Drive Estates decise di acquistare Woodhaven Housing, ovvero la parte residenziale della ex base Griffis dove alloggiavano i militari, per trasformarla in un resort: la proprietà venne acquistata dalla città nel 2015 e nel 2017 vennero demoliti gli edifici inagibili.